# Leycesteria stipulata
Leycesteria stipulata är en kaprifolväxtart som först beskrevs av Joseph Dalton Hooker och Thomson, och fick sitt nu gällande namn av Karl Fritsch. Leycesteria stipulata ingår i släktet Leycesteria och familjen kaprifolväxter. Inga underarter finns listade i Catalogue of Life.